# رستم ميرزا الصفوي
رستم ميرزا الصفوي (بالفارسية: رستم میرزا صفوی) (1569 – 1641) هو أمير من السُلالة الصفوية وشاعر تولى حكم زمينداور في بلاد آبائه، ثم انتقل إلى الهند المغولية سنة 1594 وشغل في فترات مُختلفة حُكم ملتان، وپهتان، والله آباد، ثم حكم بهار حتى 1627. وقد كتب أعماله الأدبية تحت الاسم المستعار «فدائي».